# Rai 4
Rai 4 è un canale televisivo generalista edito dalla Rai.
Il canale trasmette film e telefilm cult ed esplora le nuove forme di cinema e televisione.

## Storia
Le trasmissioni di Rai 4 iniziano, dopo un countdown, il 14 luglio 2008 alle ore 21:00 con la trasmissione del film Elephant. Nella fase di partenza ebbe in palinsesto soprattutto serie TV statunitensi cult, film, oltre ai "fuoricampo" de L'isola dei famosi e di X Factor (entrambi programmi di Rai 2).
Il direttore di Rai 4 è stato Carlo Freccero dalla data di lancio fino al 4 agosto 2013, seguito dall'interim di Luigi Gubitosi fino a metà ottobre.
La gestione era originariamente a carico di RaiSat, che si occupava anche di confezionare canali in esclusiva per Sky Italia. RaiSat avrebbe dovuto gestire il canale per un triennio, ma a causa della decisione di chiudere la società, il 27 aprile 2010, la gestione di Rai 4 passa direttamente alla Rai.
Dal 2012, Rai 4 propone alcune brevi finestre informative di Rai News 24.
Dal giugno 2012 è attivo un secondo canale audio sul quale è disponibile l'audio originale di molti dei film e delle serie trasmesse dal canale.
Dal 17 ottobre 2013 il consiglio di amministrazione della Rai decide di far confluire il canale sotto la gestione di Rai Gold, diretta da Roberto Nepote.
Dal 2014 trasmette entrambe le semifinali dell'Eurovision Song Contest.
Dal 13 settembre 2015 Rai 4 diventa visibile sulla piattaforma Sky Italia alla posizione 104.
Il 7 dicembre 2015 Rai 4 lancia una nuova fascia pomeridiana dedicata agli anime, oltre allo spazio notturno del giovedì. Dopo la sperimentazione avvenuta con gli anime Dynit Sword Art Online e Steins;Gate già trasmessi in notturna, questa fascia è dedicata alla trasmissione di Fairy Tail, il primo anime ad essere acquistato e doppiato direttamente dal canale.
Come annunciato dalla stessa Rai durante il IV meeting di installatori Tivùsat, Rai 4 ha iniziato a trasmettere in alta definizione dal 22 gennaio 2016 sul canale 110 di Tivùsat e sul canale 104 di Sky Italia.
Dal 18 febbraio 2016 il canale, insieme agli altri appartenenti alla struttura di Rai Gold, viene affidato ad Angelo Teodoli, già direttore di Rai 2.
Lo stesso anno debutta lo sport: trasmette il concerto di apertura di Euro 2016 commentato da Filippo Solibello e Marco Ardemagni (già commentatori dell'ESC) e le 27 partite di cui la Rai ha i diritti col commento della Gialappa's Band sotto il titolo Rai dire Europei. Dato il successo di questo esperimento, il trio commenterà le amichevoli e le partite di qualificazione dell'Italia a Russia 2018 sotto il titolo Rai dire Nazionale.
Dal 12 settembre 2016 Rai 4 cambia logo insieme a Rai 1, Rai 2 e Rai 3, e colore, passando dal magenta al viola.
Dal 19 settembre 2016 la versione in alta definizione sbarca anche sul digitale terrestre, sul Mux 5.
Lo speaker ufficiale della rete è Massimo Lodolo.
Dall'8 al 14 luglio 2018, in occasione dei 10 anni del canale, vengono introdotti una grafica promo speciale, un concorso in cui si potevano fare gli auguri di compleanno e un nuovo slogan: Da dieci anni nel futuro. Inoltre durante la programmazione del canale è apparso in sovraimpressione l'hashtag #Rai4diecianni.
Il 13 settembre 2018, a seguito di mancato rinnovo contrattuale, il canale lascia Sky Italia.
Il 14 dicembre 2021, in seguito ad una riorganizzazione delle frequenze, viene eliminata la versione SD da Tivùsat, rimanendo disponibile solo in HD.

## Trasmissioni
Trasmesso liberamente nell'etere radiotelevisivo, il canale è disponibile sul digitale terrestre italiano nelle aree coperte dal RAI Mux B (LCN 21), in streaming su internet tramite RaiPlay e via satellite  dal 31 luglio 2009 sulla piattaforma televisiva Tivùsat (LCN 10).
I programmi sono trasmessi nel loro aspect ratio originale (molti in 16:9, il resto in 4:3). Dal 12 gennaio 2016 tutta la programmazione è in 16:9, mentre i contenuti in 4:3 sono visualizzati tramite pillarbox.

## Altre versioni

### Rai 4 HD
È la versione in alta definizione di Rai 4, lanciata il 22 gennaio 2016 sul canale 110 di Tivùsat e sul canale 104 di Sky Italia. Dal 19 settembre 2016 è anche visibile sul digitale terrestre nel RAI Mux 5. Il 13 settembre 2018 abbandona Sky Italia. Il 20 ottobre 2021 il RAI Mux 5 viene spento, quindi Rai 4 HD rimane visibile solo su Tivùsat. Dal 16 marzo 2023 torna a essere visibile sul digitale terrestre nel RAI Mux A, ma solo in HbbTV mentre dal 28 agosto 2024 anche la versione in SD sul canale 21 disponibile nel mux Rai Mux B passa 
all'HD diventando così visibile in chiaro in conflitto con la versione SD.

## Palinsesto

### Programmi televisivi
- Ah Ah Car
- Assatirati
- Bella ciao
- Big End[16]
- Blog - Il meglio della rete più il peggio della televisione
- BRIT Awards 2016[17]
- Challenge 4
- Eli Roth's History of Horror
- Eurovision Song Contest (semifinali dal 2014 al 2021)[18]
- Generation Gap
- Kudos - Tutto passa dal web
- Il Male cabaret
- La situazione comica[19]
- L'isola dei famosi - Inside the story
- Mainstream
- One Love Manchester
- Premi Emmy 2017
- Premi Emmy 2016
- Premi Emmy 2015
- Premi Emmy 2014
- Rai dire Europei
- Rai dire Nazionale
- Pechino Addicted
- Serial Webbers
- Smartlove
- Stranger Europe
- Sugo - 60 minuti di gusto e disgusto
- Stan Lee's Superhumans
- The Planets
- Un weekend con il nonno
- Vite reali
- Wonderland

### Serie TV
- 24
- 30 Rock
- 90210 (st. 5)
- Absentia
- Agents of S.H.I.E.L.D. (st. 2+)
- Agent Carter
- Alphas
- Angel (st. 4-5)
- MacGyver (st. 3+)
- Il caso O. J. Simpson: American Crime Story
- Ashes to Ashes (*)
- Atlantis
- Babylon 5
- Babylon Berlin
- Battlestar Galactica
- Bates Motel
- Braquo
- Beauty and the Beast  (ep. 36-70)
- Being Erica
- Being Human
- Black Sails
- Boardwalk Empire - L'impero del crimine
- Breaking Bad
- Britannia
- Britannia High
- Bones
- C'era una volta (ep. 17+)
- Caprica
- Crash
- Codice Matrix
- Cold Case - Delitti irrisolti
- Criminal Minds (tutte le stagioni)
- Continuum
- Crazy Ex-Girlfriend
- Dal tramonto all'alba - La serie
- Daredevil
- Day Break
- Dead Like Me
- Desperate Housewives (st. 7-8)
- Devious Maids
- Dexter (st. 4+)
- Doctor Who (*)
- Dominion
- Elementary
- Entourage
- Eureka
- Fairly Legal
- Fargo (*)
- Farscape
- Fire Country (ep. 4+)
- Fisica o chimica
- Flashpoint (st. 2+)
- Ghost Whisperer
- Haven (*)
- High School Team (st. 1-4)
- Il Trono di Spade
- In the Dark
- Jessica Jones
- Killer Women
- La Leggenda di Bruce Lee
- Le regole del delitto perfetto
- Lip Service
- Lost
- Luther
- Mad Men (*)
- MacGyver
- Mako Mermaids - Vita da tritone
- Medium
- Misfits
- Narcos
- NCIS (solo st. 17)
- Numb3rs
- Orange Is the New Black (*)
- Pagan Peak
- Penny Dreadful
- Private Eyes
- Ray Donovan
- Reign (st. 2+)
- Resident Alien
- Roma (versione non censurata)
- Rookie Blue (st. 3+)
- Runaways
- Sanctuary (*)
- Scandal
- Scorpion
- SEAL Team
- Secrets and Lies
- Siren
- Squadra Speciale Cobra 11 (st. 7+)
- Spiral
- Star-Crossed
- Stargate Atlantis
- Stargirl
- Stingers (st. 5+)
- Strike Back
- Supernatural (st. 9+)
- Survivors (st. 2)
- Sulle tracce del crimine
- Switched at Birth - Al posto tuo (st. 3-4)
- Swingtown
- Teen Wolf (st. 3+)
- The Americans
- The Cleaner
- The Good Fight
- The Killing
- The Lost World (*)
- The Middleman
- The Messengers
- The Royals
- The White Queen
- The Wire
- Torchwood (*)
- Underbelly
- Under the Dome
- Unreal
- Vikings
- Warehouse 13
- Watch Over Me (*)
- Weeds (stag. 3+)
- What We Do in the Shadows
- Zoo (*)

(*) Programmi disponibili anche con audio originale.

### Miniserie
- Carlos
- Giasone e gli argonauti
- L'incendiaria
- Orfani (serie italiana in "motion comic")
- The Company
- Traffic
- Underbelly Files[20]
- Whitechapel
- Street Fighter: Assassin's Fist

### Anime
Dal 24 settembre 2009 Rai 4 aggiunse alla sua programmazione diversi anime, in gran parte in prima TV: essi erano acquistati, doppiati e pubblicati in home video da aziende di distribuzione come Dynit e Yamato Video, che concedevano le licenze di trasmissione al canale. L'appuntamento principale fu fin da subito lo spazio del giovedì notte, che proponeva solitamente due episodi di serie diverse. Esistevano inoltre spazi di trasmissione alla mattina nel fine settimana, in cui trovavano spazio altre opere: nei primi mesi erano localizzati sia al sabato sia alla domenica mattina, ma già dal gennaio 2010 si cominciò ad utilizzare la sola domenica. La fascia mattutina è stata utilizzata per l'ultima volta nella stagione 2013/2014. D'estate infine si proponevano principalmente repliche di prodotti già trasmessi.
A partire dal 7 dicembre 2015 è stata introdotta un'altra fascia dedicata all'animazione giapponese, nel primo pomeriggio. Per le prime settimane, essa ha proposto le repliche di due anime trasmessi il giovedì notte (Sword Art Online e Steins;Gate), mentre dall'11 gennaio 2016 è esordito Fairy Tail, il primo anime acquistato e doppiato direttamente da Rai 4. La serie andava in onda intorno alle 13:40 con un doppio episodio (la replica dell'episodio del giorno precedente, seguita da uno inedito), e le ultime puntate trasmesse venivano quasi sempre replicate alla mattina presto e di notte. Tuttavia da giugno 2016 Fairy Tail è stato spostato in orario notturno, ed il 4 agosto 2016 la serie è stata definitivamente sospesa dopo la trasmissione dell'episodio 149. Tale manovra, unita alla mancata riconferma della fascia oraria del giovedì sera, ha segnato la fine della programmazione di anime su Rai 4.

Segue l'elenco delle serie anime trasmesse da Rai 4 dal 2009 al 2016:
- Ano Hana
- Aria - The Animation
- Aria - The Natural
- Code Geass: Lelouch of the Rebellion
- Code Geass: Lelouch of the Rebellion R2
- Dennou Coil
- Ergo Proxy
- Eureka Seven
- Fairy Tail
- L'attacco dei giganti
- La malinconia di Haruhi Suzumiya[21]
- Lovely Complex
- Puella Magi Madoka Magica
- Mawaru Penguindrum
- NANA
- Noein
- Planetes
- Psycho-Pass
- Romeo × Juliet
- Sfondamento dei cieli Gurren Lagann
- Soul Eater
- Special A
- Steins;Gate
- Sword Art Online
- Toradora!
- Tokyo Magnitude 8.0
- Welcome to the NHK

## Critiche
Il canale è stato oggetto di critiche per alcuni programmi andati in onda e per la direzione Teodoli (2016-2017)
- Il giornalista Giovanni Valentini, nel numero del 19 settembre 2009 del quotidiano La Repubblica, criticò la scelta del canale di trasmettere le scene più cruente della serie Angel[22]. Carlo Freccero rispose poi che la scelta di non trasmettere quelle scene sarebbe stata una sorta di censura nei confronti del canale da lui diretto, che trasmette prodotti alternativi a quelli della televisione generalista[23].
- Nel febbraio 2012 l'Associazione Italiana Ascoltatori Radio e Televisione (AIART) chiese al direttore generale della Rai Lorenza Lei di sospendere la trasmissione del telefilm Fisica o chimica su Rai 4 perché ritenuto eccessivamente trasgressivo. Anche il cronista Francesco Borgonovo del quotidiano Libero criticò la messa in onda del telefilm: a questo articolo seguì una telefonata del direttore di rete Carlo Freccero al giornalista, riportata da Libero perché ritenuta offensiva[24]. La stessa telefonata fu causa nell'aprile 2012 della sospensione di Freccero dalle sue attività[25]. Questa polemica comportò inizialmente lo spostamento del programma dalla fascia mattutina alla fascia pomeridiana, mentre dal 5 aprile la sospensione per l'impossibilità fino all'estate di spostare la serie in seconda serata.
- Nel maggio 2013 l'AIART chiese all'allora direttore generale della Rai Luigi Gubitosi di sospendere la trasmissione del telefilm Il Trono di Spade sul canale perché ritenuto "volgare e pornografico".[26] Carlo Freccero replicò facendo notare come la serie fosse stata universalmente riconosciuta ricevendo premi importanti, e che la trasmissione in prima serata era comunque soggetta a censura.[27] La messa in onda de Il Trono di Spade non venne pertanto interrotta.[28]
- Il 31 luglio 2016 Rai 4 fu al centro di numerose polemiche a causa della messa in onda del film Mine vaganti di Ferzan Ozpetek con il bollino rosso.[29] La scelta portò all'indignazione del web e di molte testate e al riutilizzo dell'hashtag #RAIOmofoba (diventato virale qualche settimana prima a causa delle censure nel telefilm Le regole del delitto perfetto).[30] Dal canto suo Rai 4 chiese scusa tramite un post su Facebook[31] e un tweet su Twitter[31] dando la colpa a un "banale errore" quindi astenendosi da una "valutazione di merito" ma associando il tutto a "una svista".[32]

## Ascolti
Il canale raggiunge il suo record storico di ascolti, il 21 maggio 2015 con la seconda semifinale dell'Eurovision Song Contest 2015 che totalizzò il 4,05% di share mentre il record in prime time è raggiunto il 10 novembre 2015 con il film La prova che totalizza il 3,52% di share.

### Share mensile di Rai 4
Dati Auditel relativi al giorno medio mensile sul target individui 4+.
| Anno | Gen   | Feb   | Mar   | Apr   | Mag   | Giu   | Lug   | Ago   | Set   | Ott   | Nov   | Dic   | Media anno |
| ---- | ----- | ----- | ----- | ----- | ----- | ----- | ----- | ----- | ----- | ----- | ----- | ----- | ---------- |
| 2009 | 0,16% | 0,19% | 0,22% | 0,23% | 0,26% | 0,36% | 0,47% | 0,46% | 0,39% | 0,41% | 0,47% | 0,65% | 0,35%      |
| 2010 | 0,69% | 0,62% | 0,64% | 0,67% | 0,59% | 0,81% | 0,99% | 0,99% | 0,82% | 0,77% | 0,80% | 0,93% | 0,77%      |
| 2011 | 0,99% | 0,84% | 0,83% | 0,96% | 1,00% | 1,18% | 1,07% | 1,00% | 0,85% | 0,95% | 0,98% | 1,20% | 0,98%      |
| 2012 | 1,16% | 1,12% | 1,05% | 0,96% | 0,97% | 1,12% | 1,39% | 1,32% | 1,09% | 1,05% | 1,05% | 1,10% | 1,11%      |
| 2013 | 0,94% | 0,85% | 0,80% | 0,84% | 0,97% | 1,03% | 1,20% | 1,08% | 1,00% | 0,94% | 0,97% | 0,91% | 0,95%      |
| 2014 | 0,95% | 0,93% | 0,93% | 0,91% | 0,88% | 0,93% | 1,02% | 1,14% | 0,90% | 0,85% | 0,82% | 0,82% | 0,92%      |
| 2015 | 0,84% | 0,77% | 0,79% | 0,83% | 0,91% | 0,89% | 0,91% | 1,01% | 0,89% | 0,92% | 1,02% | 1,02% | 0,90%      |
| 2016 | 0,86% | 0,84% | 0,88% | 0,92% | 1,03% | 1,35% | 1,24% | 1,22% | 1,05% | 0,87% | 0,87% | 0,92% | 1,00%      |
| 2017 | 1,21% | 1,19% | 1,26% | 1,48% | 1,65% | 1,67% | 1,52% | 1,51% | 1,37% | 1,63% | 1,55% | 1,62% | 1,47%      |
| 2018 | 1,63% | 1,34% | 1,27% | 1,29% | 1,46% | 1,60% | 1,56% | 1,62% | 1,39% | 1,34% | 1,22% | 1,20% | 1,41%      |
| 2019 | 1,14% | 1,07% | 1,09% | 1,25% | 1,30% | 1,50% | 1,69% | 1,86% | 1,39% | 1,42% | 1,37% | 1,36% | 1,35%      |
| 2020 | 1,35% | 1,11% | 1,18% | 1,45% | 1,45% | 1,51% | 1,58% | 1,55% | 1,48% | 1,33% | 1,33% | 1,31% | 1,39%      |
| 2021 | 1,22% | 1,23% | 1,43% | 1,42% | 1,35% | 1,40% | 1,45% | 1,57% | 1,51% | 1,22% | 1,10% | 1,03% | 1,32%      |
| 2022 | 0,94% | 0,90% | 0,94% | 1,12% | 1,25% | 1,54% | 1,62% | 1,63% | 1,23% | 1,10% | 1,30% | 1,35% | 1,21%      |
| 2023 | 1,30% | 1,25% | 1,16% | 1,31% | 1,43% | 1,45% | 1,45% | 1,43% | 1,31% | 1,40% | 1,44% | 1,51% | 1,37%      |
| 2024 | 1,41% | 1,37% | 1,34% | 1,26% | 1,42% | 1,51% | 1,65% | 1,76% | 1,30% | 1,33% | 1,38% | 1,53% | 1,43%      |
| 2025 | 1,52% | 1,47% | 1,49% | 1,48% | 1,56% | 1,42% |       |       |       |       |       |       |            |

## Direttori
| Nome           | Periodo     |
| -------------- | ----------- |
| Carlo Freccero | 2008 - 2014 |
| Luigi Gubitosi | 2014        |
| Roberto Nepote | 2014 - 2017 |
| Angelo Teodoli | 2016 - 2017 |
| Roberta Enni   | 2017 - 2022 |

## Loghi

14 luglio 2008 - 17 maggio 2010
18 maggio 2010 - 11 settembre 2016
In uso dal 12 settembre 2016
Logo della Versione HD In uso dal 12 settembre 2016
Logo della Versione HD Utilizzato dal 22 Gennaio 2016 al 12 settembre 2016